# Linia Schustera

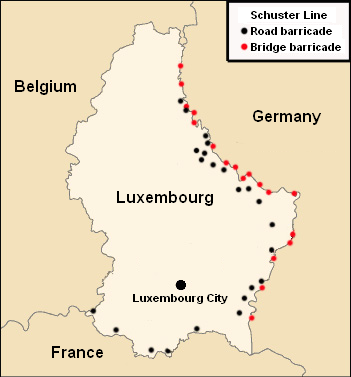
Mapa Luksemburga z zaznaczonymi obiektami Linii Schustera

Linia Schustera (luks. Schuster-Linn) – luksemburski system umocnień na granicy z Niemcami i Francją, wzniesiony na krótko przed wybuchem II wojny światowej. Nazwa linii pochodzi od Josepha Schustera, głównego inżyniera mostów i autostrad w Luksemburgu, który był odpowiedzialny za jej budowę. W jej skład wchodziło 41 zestawów betonowych bloków i żelaznych bram, 18 mostów na granicy z Niemcami, 5 placówek radiowych z centralą w stolicy oraz 5 blokad dróg na granicy francuskiej. Umocnienia nie zdołały obronić Luksemburga i w czasie niemieckiej inwazji zostały błyskawicznie sforsowane, a mała armia pod dowództwem pułkownika Émile'a Spellera nie była w stanie stawić Niemcom większego oporu.